# Ларин, Борис Александрович
Бори́с Алекса́ндрович Ла́рин (5 [17] января 1893, Полтава — 26 марта 1964, Ленинград) — советский лингвист, член-корреспондент АН УССР (1945), академик АН Литовской ССР (1949), заслуженный деятель науки РСФСР (1957), в начале 1950-х годов жил и работал в Вильнюсе. Специалист по истории русского языка, социолингвистике, санскриту, литуанистике; выступал также как переводчик художественной литературы с литовского.

## Биография
Родился в семье учителя, впоследствии ставшего священником. Учился в Каменец-Подольской гимназии (1902—1906) и Коллегии Павла Галагана в Киеве (1906—1910).
Окончил Киевский университет св. Владимира (1914), с 1931 года — профессор Ленинградского университета. Классический труд Ларина — трилогия комментированных публикаций трёх зарубежных источников по русскому языку: «Парижский словарь московитов 1586 г.» (1948), «Русско-английский словарь-дневник Ричарда Джемса [1618—1619 гг.]» (подготовлен к печати в 1948, издан в 1959), «Грамматика Лудольфа [1696 г.]» (1937). Защитил её как диссертацию в 1948 году. В 1949 году в ходе агрессивной кампании марристов, в соответствии с тогдашними идеологическими условиями (борьба с космополитизмом), Ларин подвергался «проработкам» за исследование зарубежных источников; это отложило публикацию книги о Джемсе на 11 лет.
Умер в 1964 году. Похоронен на Большеохтинском кладбище. После смерти Б. А. Ларина его вдова Наталья Яковлевна передала библиотеку учёного в Ленинградский университет; ныне книжное собрание находится в Межкафедральном словарном кабинете СПбГУ, который носит имя Б. А. Ларина.

## Научная деятельность
Б. А. Ларин — один из первых советских социолингвистов, основоположник социальной диалектологии. Автор работ об арго, о «лингвистической характеристике города». Инициатор исследования языка городских жителей (просторечия, устной речи культурных жителей города, корпоративных жаргонов). Исследовал влияние разговорной речи на формирование русского литературного языка.
Крупный специалист по славистике (славянской диалектологии, русской исторической лексикологии, украинскому языку). В 1945 году организовал работу по подготовке «Диалектологического атласа украинского языка», руководил рядом диалектологических экспедиций и конференций в России и на Украине. Инициатор и руководитель работы над «Псковским областным словарём с историческими данными» (вып. 1—17, 1967—2005). Также опубликовал работы по литовскому языку и санскриту.
Б. А. Ларин много занимался русской лексикографией. Участвовал в составлении «Толкового словаря русского языка» под редакцией Д. Н. Ушакова (т. 1—4, 1935—1940). Автор работы «Проект древнерусского словаря. (Принципы, инструкции, источники)» (1936); под его руководством создана картотека этого словаря (хранится в ИРЯ имени В. В. Виноградова РАН в Москве). В 1960 году в ЛГУ был создан Межкафедральный словарный кабинет (ныне имени Б. А. Ларина).
В 2002 году ларинские издания «Словаря московитов», Джемса и Лудольфа переизданы с редакторскими добавлениями и учётом авторской правки под одной обложкой в книге «Три иностранных источника по разговорной речи Московской Руси XVI—XVII веков» (С.-Пб., 2002).

## Основные работы
- Русские повести XV—XVI веков / Сост. М. О. Скрипиль; Редактор текстов, статей и примечаний Б. А. Ларин; Оформление художника Л. С. Хижинского. — М. - Л.: Гос. изд-во художественной литературы, 1958. — 488 с.
- Из области ведийской поэзии. Гимны / Перев. с санскритского Б. А. Ларина // Восток. Журнал литературы, науки и искусства. Кн. 4. — М.; Пб.: Всемирная литература, 1924.
- Ларин Б. А. Материалы по литовской диалектологии // Язык и литература. — Л., 1926. — Т. 1. — Вып. 1—2. — С. 97
- Ларин Б. А. О лингвистическом изучении города // Русская речь. — Вып. 3. — Л., 1928.
- Ларин Б. А. Западноевропейские элементы русского воровского арго // Язык и литература. — 1931. — Т. 7. — С. 113—130.
- Ларин Б. А. (перевод, вступительная статья): Генрих Вильгельм Лудольф. Русская грамматика (Оксфорд, 1696). — Л., 1937
- Ларин Б. А. Об атласе русского языка и современной диалектологии // Учен. зап. Ростовского-на-Дону гос. пед. ин-та. Ростов-на-Дону. — 1939. — Т. 1.
- Ларин Б. А. Парижский словарь московитов 1586 г. — Рига : ЛатГУ, 1948. — 212 с.
- Артхашастра, или Наука политики / Перевод с санскрита С. Ф. Ольденбурга, Ф. И. Щербатского, Е. Е. Обермиллера, А. И. Вострикова, Б. В. Семичова. — М.-Л.: Изд-во АН СССР, 1959.
- Ларин Б. А. Рассказ М. Шолохова «Судьба человека» (Опыт анализа формы) // Нева. — 1959. — № 9.
- Ларин Б. А. Русско-английский словарь-дневник Ричарда Джемса (1618—1619 гг.). — Л.: Изд-во ЛГУ, 1959. — 423 с.
- Ларин Б. А. Историческая диалектология русского языка в курсе лекций акад. А. А. Шахматова и наши современные задачи // Очерки по истории языка. — Л., 1960. — Т. 2. (Учен. записки Ленингр. ун-та. № 267. Сер. филол. наук. Вып. 52).
- Ларин Б. А. Инструкция Псковского областного словаря. — Л.: Изд-во ЛГУ, 1961.
- Разговорный язык Московской Руси // Начальный этап формирования русского национального языка. — Л., 1961. — С. 22—34.
- Махабхарата. Книга вторая: Сабхапарва, или Книга о собрании / Перевод с санскрита и комментарий В. И. Кальянова. Отв. ред. Б. А. Ларин. — М.-Л.: Изд-во АН СССР, 1962.
- Ларин Б. А. О филологии близкого будущего // Филологические науки: Научные доклады высшей школы. — 1963. — № 1. — С. 186—196.
- Ларин Б. А. «Чайка» А. П. Чехова (Стилистический этюд) // Исследования по эстетике слова и стилистике художественной литературы. — Л.: Изд-во ЛГУ, 1964.
- Эстетика слова и язык писателя. Избранные статьи. — Л. 1974.
- Лекции по истории русского литературного языка (X — сер. XVIII в.). — М., 1975.
- Ларин Б. А. История русского языка и общее языкознание (Избранные работы). — М.: Просвещение, 1977. — 224 с.
- Заметки о «Словаре обиходного языка Московской Руси» // Вопросы теории и истории языка. — СПб, 1993. — С. 5—9.
- Ларин Б. А. Три иностранных источника по разговорной речи Московской Руси XVI—XVII веков / Отв. ред. А. С. Герд; Рец.: В. В. Колесов, Л. Я. Костючук; Санкт-Петербургский государственный университет. — СПб.: Изд-во СПбГУ, 2002. — 688 с. — 1000 экз. — ISBN 5-288-01583-X.